# Alexander Anatoljewitsch Kerschakow
Alexander Anatoljewitsch Kerschakow (russisch Александр Анатольевич Кержаков, englisch Aleksandr Anatolyevich Kerzhakov; * 27. November 1982 in Kingissepp, Russische SFSR, Sowjetunion) ist ein russischer Fußballspieler und heutiger -trainer. Er ist Rekordtorschütze seines Landes.

## Karriere

### Verein
Der Stürmer spielte in der russischen Liga bei Zenit Sankt Petersburg, bis er in der Winterpause der Saison 2006/07 in die spanische Primera División zum FC Sevilla wechselte.
Kerschakow wurde im Jahre 2004 Torschützenkönig der russischen Premjer-Liga. Aus diesem Grund wurde er in Russland auch Alexander der Große genannt. Bei Sevilla trug Kerschakow das Trikot mit der Rückennummer 9.
Mit Sevilla gewann er am 16. Mai 2007 gegen Espanyol Barcelona den UEFA-Pokal, am 23. Juni 2007 gegen FC Getafe den Copa del Rey und am 21. August Supercopa de España gegen Real Madrid.
In der Winterpause der Saison 2007/08 kehrte er in die russische Premjer Liga zum FK Dynamo Moskau zurück. Anfang 2010 wechselte er zurück zu Zenit Sankt Petersburg. Seit Winter 2016 spielte er in der Schweizer Super League beim FC Zürich.

### Nationalmannschaft
Er nahm mit der russischen Nationalmannschaft an der FIFA-WM 2002 in Japan und Südkorea und an der UEFA Euro 2004 in Portugal teil, wurde aber für die UEFA Euro 2008 als torgefährlichster russischer Spieler von Trainer Guus Hiddink nicht nominiert. Alexander Kerschakow ist seit dem 3. September 2014 Rekordtorschütze der russischen Nationalmannschaft, als er mit seinem 27. Tor den Rekord von Wladimir Bestschastnych überbot.

## Trainer-Karriere
Kerzhakov war ab 2017 als Jugendtrainer bei Zenit und für Jugendnationalmannschaften tätig.
Am 24. September 2020 wurde er vom FNL-Klub FC Tom Tomsk als Cheftrainer verpflichtet, den er am Ende der Saison 2020–21 verließ. Am 17. Juni 2021 unterschrieb er beim FC Nischni Nowgorod, der gerade in die erste russische Liga aufgestiegen war und schaffte am Ende den Klassenerhalt.
Am 8. Februar 2023 wurde Kerzhakov vom zypriotischen Verein Karmiotissa Polemidion verpflichtet.

## Privatleben
Alexander Kerschakow hat einen jüngeren Bruder namens Michail, der ebenfalls Fußballprofi ist und in der Position des Torwartes spielt.
Alexander Kerschakow ist geschieden und hat zwei Kinder. Er hat aus der Ehe eine Tochter, die am 7. September 2005 zur Welt kam. Zurzeit ist Kerschakow mit Jekaterina Lobanowa liiert. Der gemeinsame Sohn des Paares wurde am 21. März 2013 geboren.
Im Jahr 2010 begann Kerschakow ein Studium des Wirtschaftsingenieurwesens.
Während des Russischen Präsidentschaftswahlkampfes 2012 gehörte Kerschakow zu den „vertrauten Personen“ von Wladimir Putin.

## Erfolge
- UEFA-Pokal-Sieger: 2006/07
- Russischer Meister: 2010, 2014/15
- Russischer Pokalsieger: 2009/10
- Premjer-Liga-Pokal: 2003
- Spanischer Pokalsieger: 2006/07
- Spanischer Supercupsieger: 2007
- Schweizer Cupsieger: 2015/16
- Torschützenkönig der Premjer-Liga: 2004
- Fußballer des Jahres in Russland: 2010 (Sport-Express), 2010 (Futbol)